# MTV Video Music Awards/Best Rock Video
Der MTV Video Music Award für das Best Rock Video ist zusammen mit dem Best Dance Video sowie dem Best Rap Video einer von drei Genre-Awards, die 1989 eingeführt wurden. Der Award änderte mehrfach seinen Namen. 1989 wurde er als Best Heavy Metal Video eingeführt. Der Name wurde bei der nächsten Ausgabe in Best Metal/Hard Rock Video umgeändert. Für die MTV Video Music Awards 1996 wurde er einmalig in Best Metal/Hard Rock Video umbenannt. Bei den MTV Video Music Awards 1997 erhielt er seinen heutigen Namen und wurde seitdem mit Ausnahme der MTV Video Music Awards 2007 kontinuierlich vergeben.
Aerosmith, Fall Out Boy und Linkin Park wurden jeweils acht Mal nominiert. Aerosmith sind mit vier Siegen auch die größten Gewinner. 1995 wurde White Zombies Bassist Sean Yseult die erste Frau, die den Award überreicht bekam. Es sollte 19 Jahre dauern, bis mit der neuseeländischen Sängerin Lorde nicht nur die zweite Frau, sondern auch der erste weibliche Solokünstler ausgezeichnet wurde.

## Übersicht

### Best Heavy Metal Video
| Award | Jahr | Preisträger   | für das Video       | Nominierungen                                                                  |
| ----- | ---- | ------------- | ------------------- | ------------------------------------------------------------------------------ |
| 1.    | 1989 | Guns n’ Roses | Sweet Child o’ Mine | - Aerosmith – Rag Doll - Def Leppard – Pour Some Sugar on Me - Metallica – One |

### Best Metal/Hard Rock Video
| Award | Jahr | Preisträger  | für das Video         | Nominierungen |
| ----- | ---- | ------------ | --------------------- | --- |
| 2.    | 1990 | Aerosmith    | Janie’s Got a Gun     | - Faith No More – Epic - Mötley Crüe – Kickstart My Heart - Slaughter – Up All Night |
| 3.    | 1991 | Aerosmith    | The Other Side        | - AC/DC – Thunderstruck - Alice in Chains – Man in the Box - The Black Crowes – She Talks to Angels - Faith No More – Falling to Pieces - Guns N’ Roses – You Could Be Mine - Queensrÿche – Silent Lucidity - Warrant – Uncle Tom’s Cabin |
| 4.    | 1992 | Metallica    | Enter Sandman         | - Def Leppard – Let’s Get Rocked - Ugly Kid Joe – Everything About You - Van Halen – Right Now |
| 5.    | 1993 | Pearl Jam    | Jeremy                | - Aerosmith – Livin’ on the Edge - Helmet – Unsung - Nine Inch Nails – Wish |
| 6.    | 1994 | Soundgarden  | Black Hole Sun        | - Aerosmith – Cryin‘ - Anthrax – Black Lodge - Rollins Band – Liar |
| 7.    | 1995 | White Zombie | More Human than Human | - Green Day – Basket Case - Meat Puppets – We Don’t Exist - Stone Temple Pilots – Interstate Love Song |

### Best Hard Rock Video
| Award | Jahr | Preisträger | für das Video   | Nominierungen                                                                                          |
| ----- | ---- | ----------- | --------------- | --- |
| 8.    | 1996 | Metallica   | Until It Sleeps | - Alice in Chains – Again - Marilyn Manson – Sweet Dreams - Rage Against the Machine – Bulls on Parade |

### Best Rock Video
| Award | Jahr | Preisträger           | für das Video                          | Nominierungen |
| ----- | ---- | --------------------- | -------------------------------------- | --- |
| 9.    | 1997 | Aerosmith             | Falling in Love (Is Hard on the Knees) | - Foo Fighters – Monkey Wrench - Marilyn Manson – The Beautiful People - Dave Matthews Band – Crash into Me - Rage Against the Machine – People of the Sun                                     |
| 10.   | 1998 | Aerosmith             | Pink                                   | - Foo Fighters – Everlong - Dave Matthews Band – Don't Drink the Water - Metallica – The Unforgiven II                                                                                         |
| 11.   | 1999 | Korn                  | Freak on a Leash                       | - Kid Rock – Bawitdaba - Lenny Kravitz – Fly Away - Limp Bizkit – Nookie - The Offspring – Pretty Fly (for a White Guy)                                                                        |
| 12.   | 2000 | Limp Bizkit           | Break Stuff                            | - Creed – Higher - Kid Rock – Cowboy - Korn – Falling Away from Me - Metallica – I Disappear - Rage Against the Machine – Sleep Now in the Fire                                                |
| 13.   | 2001 | Limp Bizkit           | Rollin’ (Air Raid Vehicle)             | - Aerosmith – Jaded - Linkin Park – Crawling - Staind – It's Been Awhile - Weezer – Hash Pipe                                                                                                  |
| 14.   | 2002 | Linkin Park           | In the End                             | - Creed – My Sacrifice - Jimmy Eat World – The Middle - Korn – Here to Stay - P.O.D. – Youth of the Nation - System of a Down – Chop Suey!                                                     |
| 15.   | 2003 | Linkin Park           | Somewhere I Belong                     | - Evanescence (feat. Paul McCoy) – Bring Me to Life - Good Charlotte – Lifestyles of the Rich and Famous - Metallica – St. Anger - The White Stripes – Seven Nation Army                       |
| 16.   | 2004 | Jet                   | Are You Gonna Be My Girl               | - The Darkness – I Believe in a Thing Called Love - Evanescence – My Immortal - Hoobastank – The Reason - Linkin Park – Breaking the Habit                                                     |
| 17.   | 2005 | Green Day             | Boulevard of Broken Dreams             | - Foo Fighters – Best of You - The Killers – Mr. Brightside - My Chemical Romance – Helena - Weezer – Beverly Hills                                                                            |
| 18.   | 2006 | AFI                   | Miss Murder                            | - Green Day – Wake Me Up When September Ends - Panic! at the Disco – I Write Sins Not Tragedies - Red Hot Chili Peppers – Dani California - Thirty Seconds to Mars – The Kill                  |
| 19.   | 2008 | Linkin Park           | Shadow of the Day                      | - Fall Out Boy (featuring John Mayer) – Beat It - Foo Fighters – The Pretender - Paramore – Crushcrushcrush - Slipknot – Psychosocial                                                          |
| 20.   | 2009 | Green Day             | 21 Guns                                | - Coldplay – Viva la Vida - Fall Out Boy – I Don’t Care - Kings of Leon – Use Somebody - Paramore – Decode                                                                                     |
| 21.   | 2010 | 30 Seconds to Mars    | Kings and Queens                       | - Florence + the Machine – Dog Days Are Over - MGMT – Flash Delirium - Muse – Uprising - Paramore – Ignorance                                                                                  |
| 22.   | 2011 | Foo Fighters          | Walk                                   | - The Black Keys – Howlin’ for You - Cage the Elephant – Shake Me Down - Foster the People – Pumped Up Kicks - Mumford & Sons – The Cave                                                       |
| 23.   | 2012 | Coldplay              | Paradise                               | - The Black Keys – Lonely Boy - Imagine Dragons – It’s Time - Linkin Park – Burn It Down - Jack White – Sixteen Saltines                                                                       |
| 24.   | 2013 | 30 Seconds to Mars    | Up in the Air                          | - Fall Out Boy – My Songs Know What You Did in the Dark (Light Em Up) - Imagine Dragons – Radioactive - Mumford & Sons – I Will Wait - Vampire Weekend – Diane Young                           |
| 25.   | 2014 | Lorde                 | Royals                                 | - Arctic Monkeys – Do I Wanna Know? - The Black Keys – Fever - Imagine Dragons – Demons - Linkin Park – Until It’s Gone                                                                        |
| 26.   | 2015 | Fall Out Boy          | Uma Thurman                            | - Arctic Monkeys – Why'd You Only Call Me When You’re High? - Florence + the Machine – Ship to Wreck - Hozier – Take Me to Church - Walk the Moon – Shut Up and Dance                          |
| 27.   | 2016 | Twenty One Pilots     | Heathens                               | - All Time Low – Missing You - Coldplay – Adventure of a Lifetime - Fall Out Boy (feat. Demi Lovato) – Irresistible - Panic! at the Disco – Victorious                                         |
| 28.   | 2017 | Twenty One Pilots     | Heavydirtysoul                         | - Fall Out Boy – Young and Menace - Foo Fighters – Run - Green Day – Bang Bang - Coldplay – A Head Full of Dreams                                                                              |
| 29.   | 2018 | Imagine Dragons       | Whatever It Takes                      | - Fall Out Boy – Champion - Foo Fighters – The Sky Is a Neighborhood - Linkin Park – One More Light - Panic! at the Disco – Say Amen (Saturday Night) - Thirty Seconds to Mars – Walk on Water |
| 30.   | 2019 | Panic! at the Disco   | High Hopes                             | - The 1975 – Love It If We Made It - Fall Out Boy – Bishops Knife Trick - Imagine Dragons – Natural - Lenny Kravitz – Low - Twenty One Pilots – My Blood                                       |
| 31.   | 2020 | Coldplay              | Orphans                                | - blink-182 – Happy Days - Evanescence – Wasted on You - Fall Out Boy (featuring Wyclef Jean) – Dear Future Self (Hands Up) - Green Day – Oh Yeah! - The Killers – Caution                     |
| 32.   | 2021 | John Mayer            | Last Train Home                        | - Evanescence – Use My Voice - Foo Fighters – Shame Shame - The Killers – My Own Soul's Warning - Kings of Leon – The Bandit - Lenny Kravitz – Raise Vibration                                 |
| 33.   | 2022 | Red Hot Chili Peppers | Black Summer                           | - Foo Fighters – Love Dies Young - Jack White – Taking Me Back - Muse – Won't Stand Down - Shinedown – Planet Zero - Three Days Grace – So Called Life                                         |
| 34.   | 2023 | Måneskin              | The Loneliest                          | - Foo Fighters – The Teacher - Linkin Park – Lost - Red Hot Chili Peppers – Tippa My Tongue - Metallica – Lux Æterna - Muse – You Make Me Feel Like It's Halloween                             |